# Frate Alessandro
Frate Alessandro, właśc. Alessandro Brustenghi OFM (ur. 21 kwietnia 1978 w Perugii) − włoski franciszkanin, organista, śpiewak, pierwszy w historii brat zakonny, który podpisał oficjalny kontrakt z firmą fonograficzną (Universal Music).

## Życiorys
Mając 14 lat Alessandro Brustenghi rozpoczął naukę gry na instrumentach klawiszowych. Należał również do chóru, nigdy jednak nie występował jako solista. W 1999 wstąpił do Zakonu Braci Mniejszych w prowincji asyskiej. W zakonie wykonywał posługę cieśli, śpiewając podczas liturgii w bazylice Matki Bożej Anielskiej w Asyżu.
Franciszkanie odkryli jego talent, gdy przygotowywał się do wykonywania śpiewów kościelnych. Zarejestrowane próbki br. Brustenghiego zostały zaprezentowane Mike'owi Hedgesowi, producentowi takich zespołów, jak: U2 czy The Cure. Hedges zaproponował Brustenghiemu nagranie płyty w Abbey Road Studios. Płyta miała zawierać utwory religijne, tradycyjne i współczesne. Zyski ze sprzedaży płyty miały zostać przekazane na działalność dobroczynną. Nie wchodziła w grę żadna trasa promocyjna, gdyż nie pozwalały na to złożone śluby zakonne.
Debiutancki album śpiewaka Voice from Assisi ukazał się 15 października 2012, wydany przez Decca-Universal. Pierwszy singel zawierał dwa utwory: "Panis Angelicus" oraz "Sancta Maria". Drugi album Voice of Joy (Deluxe) wydany został 29 października 2013. Zawiera szereg utworów bożonarodzeniowych.

### Albumy
| Rok  | Tytuł | Pozycja na liście | Utwory |
| Rok  | Tytuł | FR                | Utwory |
| ---- | --- | ----------------- | --- |
| 2012 | Voice from Assisi (międzynarodowy) - Data: 15 października 2012 - Wydawca: Decca                                 | 47                | 1. "Fratello Sole Sorella Luna" (3:42) 2. "Pater Noster" (3:09) 3. "Le Lodi Di Dio Altissimo" (3:31) 4. "Panis Angelicus" (3:26) 5. "Sancta Maria" (5:20) 6. "Tantum Ergo Sacramentum" (4:02) 7. "Vergin Tutto Amor" (3:10) 8. "Ave Maria" (4:26) 9. "Kyrie" (3:49) 10. "Cantique de Jean Racine" (4:49) 11. "Make Me a Channel of Your Peace" (4:33) |
| 2013 | Voice of Joy (Deluxe) (międzynarodowy) - Chanter La Joie (Francja) - Data: 29 października 2013 - Wydawca: Decca | 149               | 1. "Tu scendi dalle stelle" (3:24) 2. "O santa notte" (4:52) 3. "Adeste fideles" (4:13) 4. "Veni, veni Emmanuel" (3:22) 5. "Agnus Dei" (3:05) 6. "O Tannenbaum" (3:33) 7. "Ave Maria" (3:30) 8. "Madonna de Claritate" (3:01) 9. "Joy To the World" (3:30) 10. "Alto e glorioso Dio" (3:26) 11. "Ave Maria" (2:47) 12. "Silent Night" (3:32) 13. "Caro Gesu bambino" (2:49) 14. "Madre en la puerta" (3:24) 15. "A Gaelic Blessing" (3:27) 16. "Cantique de Noel" (4:53) 17. "O mio Signor" (3:03) 18. "Douce nuit" (3:33) 19. "Jul, jul, strålande jul" (2:24) |

### Single
- 2012 − "Panis Angelicus" / "Sancta Maria